# World of Warcraft

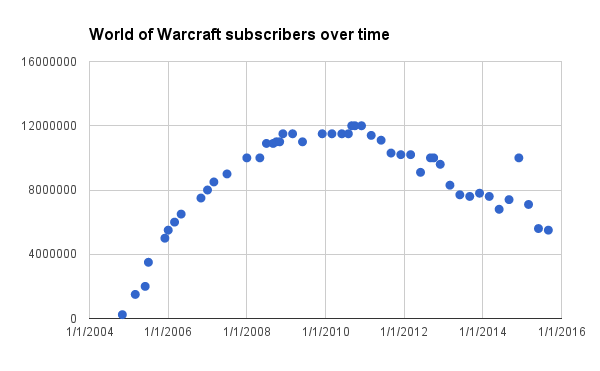
Antal prenumerationer på spelet från 2004 till 2015. Högst antal prenumerationer hade spelet under hösten 2010.

World of Warcraft, ofta förkortat WoW, är ett MMORPG utvecklat av Blizzard Entertainment för Microsoft Windows och Mac OS. Det är det fjärde spelet i ordningen som släppts inom Warcraft-universumet. Spelet tillkännagavs av Blizzard den 2 september 2001 och släpptes 23 november 2004 under tioårsjubileet av Warcraft-universumet.
Spelet har genom åren genomgått stora förändringar via tillägg, så kallade expansioner. Där innehåll i spelet lagts till och/eller tagits bort. Bland annat har nya raser, klasser och spelområden tillkommit och den högsta nivån för spelfigurerna har höjts.
Handlingen utspelar sig i de fem fiktiva världarna Azeroth, Outland, Draenor, Argus, Shadowlands och Dragon Isles.
Med strax under 12 miljoner abonnenter var World of Warcraft, från december 2008 till februari 2010, det mest abonnerade MMORPG-spelet i världen. Under april 2008 beräknades World of Warcraft ha en marknadsandel på 62 procent inom MMORPG-genren. Sedan lanseringen av spelet har användarnas nedlagda tid sammanlagt uppgått i 5,93 miljoner år.

## Försäljning och mottagande
Den europeiska lanseringen av spelet skedde i februari 2005. I många länder anordnades lanseringsfester vid midnatt och den första helgen såldes det nära 400 000 exemplar. Ytterligare exemplar har sedan sålts och de officiella försäljningssiffrorna visade i oktober 2005 över 4,5 miljoner abonnenter världen över, i december samma år 5 miljoner, i januari 2006 5,5 miljoner med över 1 miljon i Europa, 6,5 miljoner i maj 2006 och 7,5 miljoner november 2006. I juli 2007 uppgavs över 9 miljoner betalande abonnenter. I december 2008 visades det att spelet fortfarande växte kraftigt då Blizzard uppgav att man hade över 11 miljoner spelare världen över men i början av 2010 avslöjade Mike Morhaime att spelet har legat stadigt runt 11,5 miljoner abonnenter sedan uttalandet i december 2008. I slutet av 2010 hade det dock ökat till 12,9 miljoner abonnenter.
Spelet fanns till försäljning i USA från 23 november 2004, i Korea från 18 januari 2005 och i Europa 11 februari 2005. Europeiska spelare är hänvisade till särskilda servrar lokaliserade i Paris, Stockholm, Frankfurt, asiatiska spelare till servrar i Korea och Japan, medan övriga världen delar servrar. Av de europeiska servrarna är en del avsatta som fransktalande servrar och några som tysktalande. På senare tid har även spansk- och rysktalande servrar tillkommit. Asiatiska servrar använder innehåll översatt till japanska eller koreanska.
Strax innan E3 2005 meddelade Blizzard Entertainment att man avtalat med Legendary Pictures om inspelning av en spelfilm för bio. Filmen skulle utspelas i Warcraft-universumet och innehålla välkända element från spelet. Filmen skulle utspela sig från perspektivet av Alliance, en av faktionerna i spelet.
Den tredje expansionen till World of Warcraft, World of Warcraft: Cataclysm, såldes i 3,3 miljoner exemplar under första dagen på marknaden och 4,7 miljoner exemplar under första månaden. Det var försäljningsrekord för ett PC-spel under både en enskild dag och en enskild månad vid tillfället.

## Spelets uppbyggnad

En skiss över spelets gränssnitt.

Spelarnas avatarer tillhör en av två sidor i en konflikt, The Alliance och The Horde. Vardera sida inkluderar sex spelbara raser samt en ras som delas av båda sidorna med egna bakgrunder och historiska anledningar till just sitt val av sida. Elva klasser är tillgängliga på båda sidor, men vissa kombinationer av ras och klass är inte möjliga. Klassen spelaren väljer styr till stor del vilken roll figuren kommer att få under spelets gång, eftersom olika klasser har olika färdigheter.
Varje figur kan också lära sig ett antal hantverk - två valfria (primära) och därutöver finns fyra (sekundära) färdigheter. För flera av färdigheterna finns specialiseringar på högre nivåer.
En spelares möjligheter att överleva strider och besegra fiender bestäms inte bara av spelarens förmågor, avatarens nivå och talangval, utan också i stor utsträckning av den utrustning spelaren samlar på sig.
Spelaren kan ensam eller i grupp med andra spelare försöka lösa designade utmaningar, så kallad player versus environment (PvE) eller möta andra spelare i strid, så kallad player versus player (PvP).

### The corrupted blood incident
Hösten 2005 spred sig en virtuell pandemi i World of Warcraft som kom att kallas "The corrupted blood incident". Händelserna utspelade sig under en vecka och började med att figuren "Hakkar the Soulflayer" i området Zul’Gurub besegrades. Det visade sig att hans lik var smittsamt och att alla figurer som gick nära liket dog. När sedan spelare kom på ett sätt att överföra smittan till djur och tog med sig djuret in i ett tätbefolkat område blev pandemin i spelet ett faktum. Figurer dog i tusental och döda kroppar låg i högar överallt i spelet. Spelutvecklarna på Blizzard överraskades av utvecklingen och bestämde att städer var tvungna att evakueras och karantäner infördes för smittade. Händelseutvecklingen var så lik verklighetens pandemier att epidemiologer och forskare har kommit att studera vad som hände. Facktidskrifter som Epidemiology och The Lancet har diskuterat den digitala smittan och framförallt hur spelvärlden kunnat användas för att studera hur verkliga epidemier breder ut sig.

### Leeroy Jenkins
Leeroy Jenkins är namnet på en spelfigur skapad av Ben Schulz. Figuren kom att bli omtalad i spelet och har blivit ett internetfenomen som spritts långt utanför spelet och in i populärkulturen. Leeroy Jenkins blev uppmärksammad genom en video där hans klan har ett möte för att diskutera en detaljerad stridsplan när Leeroy Jenkins plötsligt överger mötet och dödsföraktande springer rakt in i fiendeland, helt ensam, medan han skriker sitt eget namn. Det har diskuterats huruvida händelsen verkligen ägt rum men det har inte hindrat klippet från att bli viralt och namnet Leeroy Jenkins har sedan dess levt sitt eget liv.

## Expansioner
Till det ursprungliga World of Warcraft-spelet har tio expansioner släppts som utökar spelet med bland annat nya spelområden, nya spelbara raser och klasser, samt en ny högsta spelarnivå.
| Expansion              | Introduktionsdatum | Högsta spelarnivå |
| ---------------------- | ------------------ | ----------------- |
| The Burning Crusade    | Januari 2007       | 70                |
| Wrath of the Lich King | November 2008      | 80                |
| Cataclysm              | December 2010      | 85                |
| Mists of Pandaria      | September 2012     | 90                |
| Warlords of Draenor    | November 2014      | 100               |
| Legion                 | Augusti 2016       | 110               |
| Battle for Azeroth     | Augusti 2018       | 120               |
| Shadowlands            | November 2020      | 60                |
| Dragonflight           | November 2022      | 70                |
| The War Within         | Augusti 2024       | 80                |